# Parlamentswahl in Estland 1940

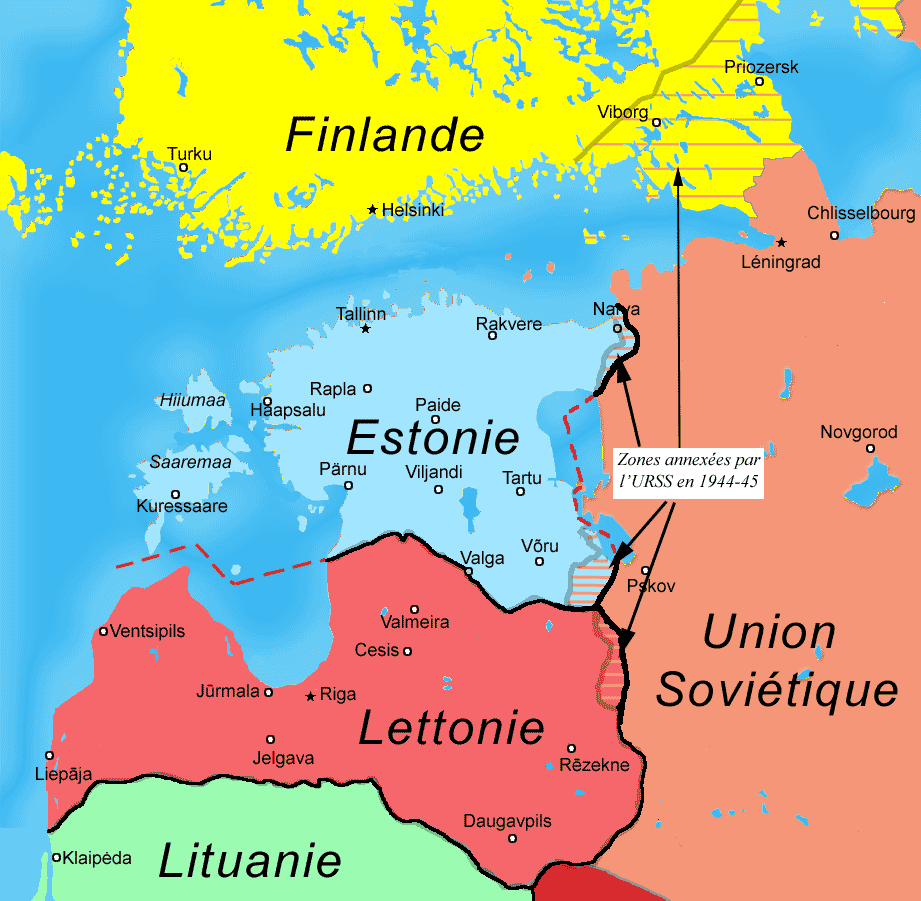
Das Baltikum in den 1940er Jahren

Die estnische Parlamentswahl 1940 fand am 14. und 15. Juli statt. Es waren die ersten kommunistischen Scheinwahlen in Estland nach dessen sowjetischer Besetzung vom Juni 1940.

## Sowjetische Besetzung
Die Republik Estland war seit Februar 1918 unabhängig. Im Friedensvertrag von Tartu vom 2. Februar 1920 erkannte die Sowjetunion die Unabhängigkeit Estlands „auf alle Zeiten“ an. 1921 trat Estland dem Völkerbund bei.
Im geheimen Zusatzprotokoll zum deutsch-sowjetischen Nichtangriffspakt („Hitler-Stalin-Pakt“) vom 23. August 1939 teilten das nationalsozialistische Deutschland und die Sowjetunion Osteuropa in Interessenssphären auf. Unter anderem fielen Estland, Lettland, Finnland und später auch Litauen der sowjetischen Interessenssphäre zu.
Unter der Androhung militärischer Gewalt stimmten die Regierungen Estlands, Lettlands und Litauens im Herbst 1939, nach dem sowjetischen Überfall auf Polen, der Stationierung von Truppen der Roten Armee in ihren Ländern zu. Die Truppenstationierungen blieben zunächst auf bestimmte Basen beschränkt. Die Mannschaftsstärke der sowjetischen Streitkräfte in Estland war auf 25.000 beschränkt. Die estnischen Streitkräfte verfügten zu diesem Zeitpunkt über eine Armee von 15.000 Mann.
Die Republik Finnland, die dem Druck aus Moskau zur Stationierung sowjetischer Streitkräfte und Gebietsabtretungen nicht nachgeben wollte, wurde im November 1939 von der Sowjetunion militärisch überfallen. Der finnisch-sowjetische Winterkrieg begann.
Die Sowjetunion hielt sich trotz der in Estland stationierten Truppen der Roten Armee bis Mitte 1940 weitgehend aus den estnischen Innenpolitik fern. Am 17. Juni 1940 übernahm jedoch – nach einem Ultimatum an die estnische Regierung vom Vortag – die Rote Armee die Macht in ganz Estland. Weitere sowjetische Truppen überschritten die Grenze aus der Sowjetunion. Die estnischen Streitkräfte wurden entwaffnet. Über 100.000 sowjetische Soldaten wurden im Juni in Estland stationiert. Als Abgesandter Stalins übernahm sein Vertrauter Andrei Schdanow de facto die Macht im Land. Der estnische Ministerpräsident Jüri Uluots hatte bereits am 16. Juni 1940 seinen Rücktritt eingereicht.
Damit waren die sowjetische Besetzung Estlands und das Ende der estnischen Selbständigkeit besiegelt. Den neuen sowjetischen Machthabern kam es jetzt darauf an, dem Machtwechsel einen „demokratischen“ Anstrich zu geben.

## Sowjetische Machtübernahme

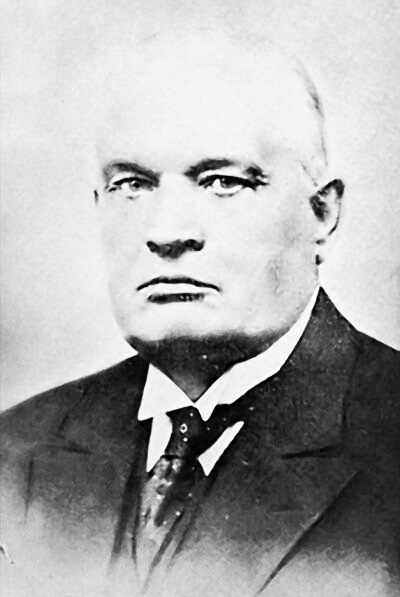
Konstantin Päts, bis 1940 Staatspräsident der Republik Estland

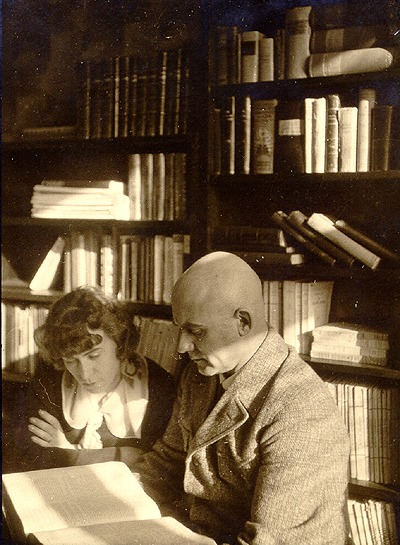
Johannes Vares, der am 21. Juni 1940 zum Ministerpräsidenten der sowjetischen Marionettenregierung ernannt wurde, mit seiner Frau Emilie

Am 21. Juni 1940 inszenierten die sowjetischen Besatzungsmächte in Tallinn und elf weiteren Orten Demonstrationen, die die Absetzung der bürgerlichen estnischen Regierung und die „Verbesserung der Lebensbedingungen“ forderten.
Am selben Tag ernannte der estnische Staatspräsident Konstantin Päts, der seit einem unblutigen Staatsstreich Estland seit 1934 mit Hilfe des Militärs autoritär regierte, auf Druck Moskaus den estnischen Schriftsteller Johannes Vares zum Ministerpräsidenten und eine linksgerichtete Moskauer Marionettenregierung aus Intellektuellen und Mitgliedern der Arbeiterbewegung.
Die neue Regierung trat ihr Amt mit der Vereidigung durch Staatspräsident Päts am 22. Juni 1940 an. Ihr gehörten (noch) keine Angehörigen der vormals verbotenen Kommunistischen Partei Estlands an. Meist waren ihre Mitglieder aber Personen, die dem Kommunismus grundsätzlich aufgeschlossen waren. Die neue Regierung spielte keine eigenständige Rolle. Sie blieb lediglich Befehlsempfänger Schdanows.

## Auflösung des Parlaments
In der Regierungssitzung vom 5. Juli 1940 löste Staatspräsident Päts auf Geheiß Schdanows die beiden Kammern des estnischen Parlaments auf (RT 1940, 60, 565). Die Regierung unter Johannes Vares setzte am selben Tag vorzeitige Neuwahlen für die erste Kammer an, den im Februar 1938 zuletzt gewählten Riigivolikogu (RT 1940, 60, 566). Die Parlamentswahl sollte am 14. und 15. Juli 1940 stattfinden.
Gleichzeitig erließ die Regierung Änderungen im bisherigen Wahlgesetz. Jeder Kandidat musste mindestens 50 Unterstützerunterschriften vorlegen. Als Frist für die Einreichung von Kandidatenvorschlägen wurde der 10. Juli 1940 bestimmt. Es blieben für die Kandidaten damit nur vier Tage, sich zur Wahl zu stellen.
Mit Datum vom 9. Juli erließ die Regierung eine weitere Hürde, die unabhängige Kandidaten verhindern sollte. Es trat eine Verordnung in Kraft, nach der alle Kandidaten bis zum 10. Juli, 14.00 Uhr, den Behörden ein schriftliches Wahlprogramm vorlegen mussten (RT 1940, 64, 992).
Gleichzeitig übernahmen die sowjetischen Machthaber die Kontrolle über die Wahlbehörden. Die Staatliche Wahlkommission (Valimiste Peakomitee) sowie die Wahlkommissionen in den Wahlkreisen und Wahllokalen wurden mit Personen besetzt, denen die neuen kommunistischen Machthaber vertrauten.

## Bestimmung der Kandidaten
Ganz Estland war bereits vor 1940 in achtzig Wahlkreise aufgeteilt. Es galt in jedem Wahlkreis das Mehrheitswahlrecht.
Die 80 kommunistischen Vertreter kandidierten unter dem am 6. Juni neugegründeten Wahlblock „Estnische Union des arbeitenden Volkes“ (Eesti Töötava Rahva Liit – ERTL).
Zwar versuchten bürgerlich und nationalgesinnte unabhängige Kandidaten – vor allem koordiniert durch den ehemaligen estnischen Ministerpräsidenten Jaan Tõnisson – sich zur Wahl zu stellen. Die Bewerber, die nicht der „Union des arbeitenden Volkes“ angehörten, hatten aber keine Chance, zur Wahl zugelassen zu werden. Sie trafen auf erbitterten Widerstand der neuen Machthaber.
Von den ursprünglichen Gegenbewerbern (unter ihnen bekannte demokratische Politiker wie Jaan Tõnisson, Aleksander Rei, Ants Piip, Heinrich Mark, Johan Pitka, Mihkel Rõuk, August Leps und Oskar Köster) verzichteten sechzehn „freiwillig“ auf eine Kandidatur, einer wurde verhaftet und 58 weiteren wurde das passive Wahlrecht aus unterschiedlichen Gründen abgesprochen. Als Begründung wurde hauptsächlich angeführt, dass es sich um „Volksfeinde“ handele. Auch wurden die gesetzlich verlangten Wahlprogramme der Kandidaten willkürlich nicht anerkannt.
Lediglich einem bürgerlichen Kandidaten, Jüri-Rajur Liivak (1912–2000), gelang es, tatsächlich zur Wahl zugelassen zu werden. Allerdings begann gegen ihn eine Verleumdungskampagne, die ihm kriminelle Machenschaften unterstellte. Er unterlag bei den Wahlen erwartungsgemäß seinem linken Konkurrenten, der 100 % der gültigen Stimmen erhielt. Liivak wurde im Januar 1941 von den sowjetischen Behörden inhaftiert.

## Gelenkte Wahlen
Die Wahlen fanden unter der Aufsicht der Roten Armee statt. In den achtzig Wahlkreisen wurden insgesamt 1.350 Wahllokale eingerichtet. Gewählt war derjenige Kandidat, der in seinem Wahlkreis die relative Mehrheit der Stimmen erhielt.
Bei der Wahl selbst wurden Wähler massiv eingeschüchtert und Ergebnisse gefälscht.
Die Wahlen fanden entgegen den Bestimmungen des estnischen Wahlgesetzes statt. Gesetzlich hätte in den 79 Wahlkreisen, in denen nur ein Bewerber zur Wahl stand, keine Wahl stattfinden dürfen – der Kandidat wäre automatisch gewählt. Diese Gesetzesvorschrift passte aber nicht in das Konzept der sowjetischen Machthaber, die durch die Scheinwahlen eine „demokratische“ Legitimation erzeugen wollte.

## Amtliches Wahlergebnis
Das den neuen Machthabern genehme Ergebnis der Parlamentswahlen wurde am 17. Juli 1940 offiziell verkündet. Danach betrug die Wahlbeteiligung bei 703.000 registrierten Wahlberechtigten 84,1 Prozent (591.030 abgegebene Stimmen). Von diesen stimmten 92,9 Prozent (548.631 Stimmen) für die kommunistische Wahlplattform „Union des arbeitenden Volkes“.
Alle 80 kommunistischen Kandidaten waren damit gewählt. 7,2 Prozent der Stimmen (42.399) waren ungültig. Der einzige zur Wahl zugelassene unabhängige Kandidat erhielt nach dem amtlichen Endergebnis keine Stimme.

## Neues Parlament

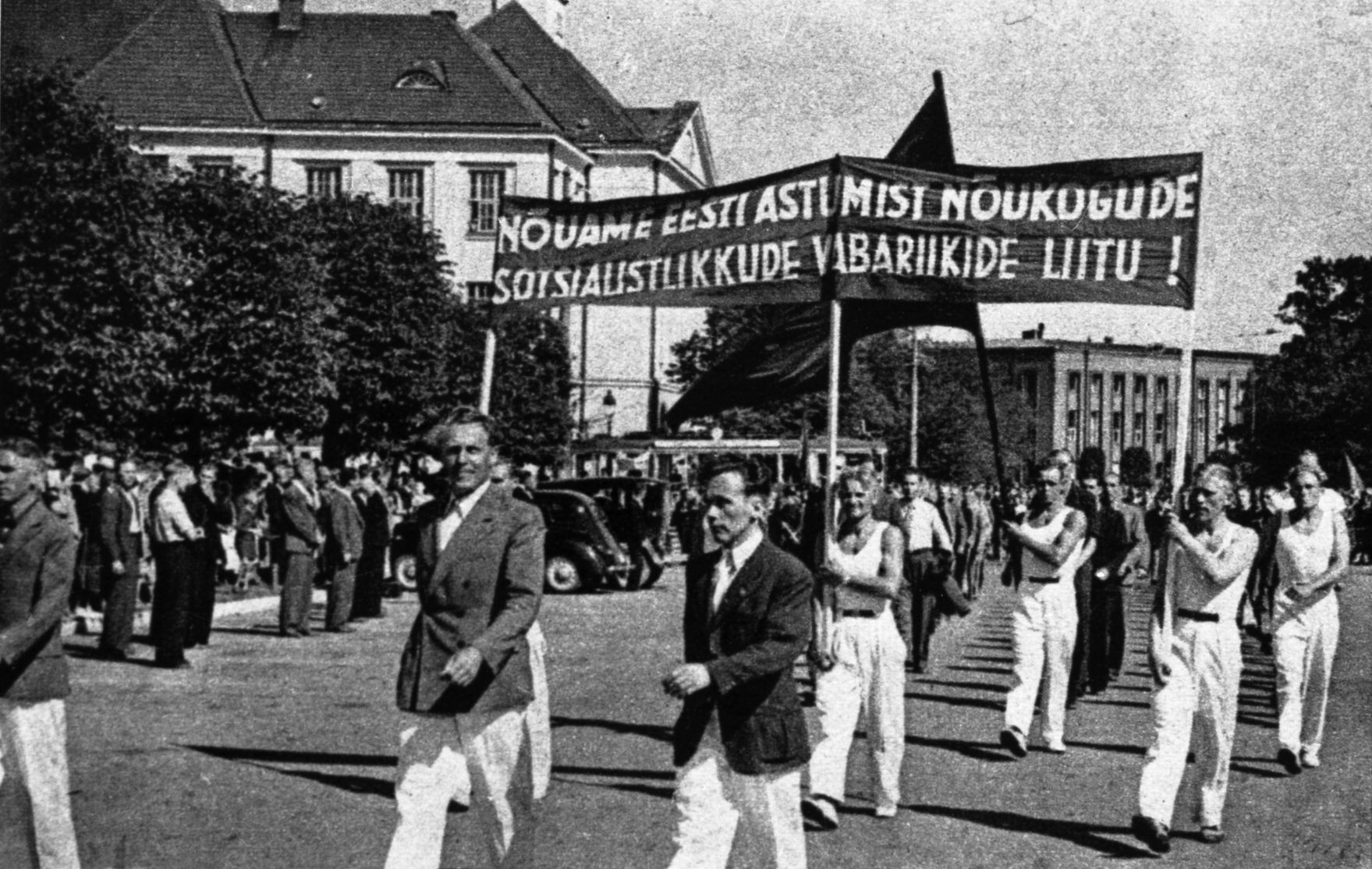
Tallinn, 17. Juli 1940: Sportler fordern nach der Parlamentswahl „spontan“ den Anschluss Estlands an die Sowjetunion

Die frisch gewählten kommunistischen Abgeordneten bildeten ein neues Parlament. Es trat vom 21. bis 23. Juli 1940 erstmals zusammen. Seine Legislaturperiode betrug nach dem Gesetz fünf Jahre.
Die zweite Kammer des Parlaments, der Riiginõukogu, wurde nicht neu bestimmt und von der ersten Kammer abgeschafft.
Am 21. Juli 1940 benannte das Parlament die Republik Estland einstimmig in Estnische Sozialistische Sowjetrepublik um (RT 1940, 74, 733). Sie wurde am 6. August 1940 als Unionsrepublik in die Sowjetunion aufgenommen.
Als nächster Schritt wurde Staatspräsident Päts abgesetzt, der Ende Juli mit seiner Familie ins Innere Russlands deportiert wurde. Päts blieb bis zu seinem Lebensende 1956 in sowjetischen Irrenanstalten inhaftiert.
Außerdem erließ das Parlament eine Landreform in sowjetischem Stil und verstaatlichte größere Unternehmen und Finanzinstitutionen.
Das Parlament machte sich an die Ausarbeitung einer neuen estnischen Verfassung nach sowjetischem Vorbild, die bereits am 25. August 1940 angenommen wurde. Die in der formal noch gültigen Verfassung von 1938 vorgesehenen Vorschriften zur Verfassungsänderung erklärte das neue Parlament für nicht anwendbar. Die neue estnische Verfassung war drei Tage zuvor vom Zentralkomitee der KPdSU gebilligt worden.
Der Riigivolikogu benannte sich am 25. August 1940 in „Provisorischen Obersten Sowjet der Estnischen Sozialistischen Sowjetrepublik“ um. Ab 7. April 1941 hieß das Parlament „Oberster Sowjet der Estnischen Sozialistischen Sowjetrepublik“.
Vom 21. Juli bis 25. August 1940 übte der Kommunist Arnold Veimer das Amt des Parlamentspräsidenten aus. Er wurde von Voldemar Sassi abgelöst, der das Amt bis Juli 1941 innehatte.